# Daryl Wood Gerber
Pour les articles homonymes, voir Gerber.
Œuvres principales
- The Long Quiche Goodbye

Daryl Wood Gerber est une romancière américaine, auteure de roman policier et de fantasy.

## Biographie
En 2010, sous le pseudonyme de Avery Aames, Daryl Wood Gerber est lauréate du prix Agatha du meilleur premier roman pour The Long Quiche Goodbye.

## Œuvre

### Romans signés Daryl Wood Gerber

#### SérieCheese Shop Mysteries
1. (en) The Long Quiche Goodbye, 2010
2. (en) Lost and Fondue, 2011
3. (en) Clobbered by Camembert, 2012
4. (en) To Brie or not To Brie, 2013
5. (en) Days of Wine and Roquefort, 2014
6. (en) As Gouda as Dead, 2015
7. (en) For Cheddar or Worse, 2016

#### SérieCookbook Nook Mysteries
1. (en) Final Sentence, 2013
2. (en) Inherit the Word, 2014
3. (en) Stirring the Plot, 2014
4. (en) Fudging the Books, 2015
5. (en) Grilling the Subject, 2016
6. (en) Pressing the Issue, 2018
7. (en) Wreath Between the Lines, 2018
8. (en) Sifting Through Clues, 2019
9. (en) Shredding the Evidence, 2020
10. (en) Wining and Dying, 2021
11. (en) Simmering with Resentment, 2022

#### SérieFrench Bistro Mysteries
1. (en) A Deadly Éclair, 2017
2. (en) A Soufflé of Suspicion, 2018

#### SérieFairy Garden Mysteries
1. (en) A Sprinkling of Murder, 2020
2. (en) A Glimmer of a Clue, 2021
3. (en) A Hint of Mischief, 2022
4. (en) A Flicker of a Doubt, 2023
5. (en) A Twinkle of Trouble, 2024

#### SérieAspen Adams
1. (en) Desolate Shores, 2019
2. (en) Fan Mail, 2019
3. (en) Cold Conviction, 2020

#### SérieLiterary Dining mysteries
1. (en) Murder on the Page, 2024

#### Romans indépendants
- (en) Girl on the Run, 2016
- (en) Day of Secrets, 2017

### Romans signés Avery Aames

#### SérieCharlotte Bessette
1. (en) The Long Quiche Goodbye, 2010
2. (en) Lost and Fondue, 2011
3. (en) Clobbered by Camembert, 2012
4. (en) To Brie or Not To Brie, 2013
5. (en) Days of Wine and Roquefort, 2014
6. (en) As Gouda as Dead, 2015
7. (en) For Cheddar or Worse, 2016

## Prix et distinctions

### Prix
- Prix Agatha 2010 du meilleur premier roman pour The Long Quiche Goodbye[1]